# ديدييه دروغبا
ديدييه إيف دروغبا تيبيلي (بالفرنسية: Didier Drogba) (
تنطق بالفرنسية: [didje dʁɔɡba]) (مواليد 11 مارس 1978) هو لاعب كرة قدم إيفواري معتزل، كان يلعب في مركز الهجوم. وهو هداف منتخب ساحل العاج التاريخي وقائده السابق. اشتهر بمسيرته مع نادي تشيلسي، الذي سجل له أهدافًا أكثر من أي لاعب أجنبي آخر، وهو الآن رابع هداف في تاريخ النادي على مر العصور. وقد حصل على جائزة أفضل لاعب أفريقي خلال العام مرتين في عامي 2006 و2009.
بعد اللعب في فرق الشباب، شارك دروغبا لأول مرة وهو بعمر الـ18 عامًا مع نادي لومان في الدوري الفرنسي الدرجة الثانية، ووقع أول عقد احترافي وهو بعمر 21 عامًا. بعد أن أنهى موسم 2002–03 بـ 17 هدفًا في 34 مباراة مع نادي غانغون في الدوري الفرنسي الدرجة الأولى، انتقل إلى أولمبيك مارسيليا، حيث أنهى الدوري كثالث أفضل هداف في موسم 2003–04 مع 19 هدف وساعد النادي على الوصول إلى نهائي كأس الاتحاد الأوروبي 2004.
في يوليو 2004، انتقل دروغبا إلى نادي تشيلسي الإنجليزي مقابل 24 مليون جنيه استرليني، مما جعله اللاعب الإيفواري الأكثر تكلفة في التاريخ. في أول موسم له، ساعد النادي اللندني على الفوز بلقب الدوري للمرة الأولى منذ 50 عامًا، وبعدها بعام فاز بلقب الدوري مرة أخرى. في عام 2007 كان ضمن فيفبرو. في مارس 2012، أصبح أول لاعب أفريقي يسجل 100 هدف في الدوري الإنجليزي الممتاز. بعد شهرين فقط، سجل هدفي تشيلسي في نهائي كأس الاتحاد الإنجليزي 2012 على ليفربول ليصبح أول لاعب (واعتبارا من عام 2017، الوحيد) الذي سجل في أربع نهائيات منفصلة في كأس الاتحاد الإنجليزي. كما لعب أيضاً في نهائي دوري أبطال أوروبا 2012، حيث سجل هدف التعادل في الدقيقة الثامنة والثمانين بالرأس من ركلة ركنية، كما سجل هدف الفوز في ركلات الترجيح ضد بايرن ميونخ. بعد قضاء 6 أشهر مع شانغهاي شينهوا في الصين وموسم ونصف مع نادي غلطة سراي التركي حيث سجل هدف الفوز في كأس السوبر التركي 2013، عاد دروغبا إلى تشيلسي في يوليو 2014. مع سجل مهني بتسجيله لـ10 أهداف في 10 نهائيات وفاز 10 ألقاب على مستوى الأندية، تمت الإشارة إلى دروغبا بأنه «لاعب المباريات الكبيرة». انضم إلى نادي إمباكت مونتريال في عام 2015، ولعب 41 مباراة على مدار موسمين، وسجل 23 هدف. أصبح دروغبا لاعب – مالك فريق نادي فينيكس رايزينج في دوري كرة القدم المتحدة في عام 2017، وأعتزال بعدها بعام عن عمر يناهز الأربعين.
على المستوى الدولي الدولي لعب مع ساحل العاج بين عامي 2002 و2014، أصبح دروغبا قائدًا لمنتخبه الوطني منذ عام 2006 حتى اعتزاله. وهو هداف منتخبه التاريخي بتسجيله 65 هدفا من 104 مباراة. قاد منتخب ساحل العاج إلى نهائيات كأس العالم 2006، وهو أول ظهور له في البطولة، كما سجل هدفه الأول. في وقت لاحق قاد منتخب ساحل العاج إلى نهائيات كأس العالم في عامي 2010 و2014. وكان ضمن فرق منتخب ساحل العاج التي وصلت إلى نهائي كأس الأمم الأفريقية في عامي 2006 و2012، ولكنه خسر بركلات الترجيح في كلا النهائيين. في 8 أغسطس 2014، أعلن اعتزاله كرة القدم الدولية.

## نشأته وحياته
ولد ديدييه دروغبا في مدينة أبيدجان، ساحل العاج وانتقل للعيش مع عمه في فرنسا وهو بعمر الخامسة حيث ورثه عمه حب كرة القدم فهذا الأخير كان لاعباً محترفاً بفرنسا. بعدها بثلاث سنوات عاد ديدييه إلى أبيدجان ليبدأ بممارسة كرة القدم مع أصدقاءه بمواقف السيارات. وعند بلوغه الـ11 من عمره صابت ضائقة مالية عائلة دروغبا فعاد لعمه في فرنسا لتبدأ رحلته مع كرة القدم. في عام 1991 سافر والديه أيضا إلى فرنسا. في البداية أستقروا في مدينة فان، ثم في عام 1993 انتقلوا إلى أنطوني في ضواحي باريس، وعند هذه النقطة عاد دروغبا البالغ من العمر 15 عامًا للعيش معهم ومع إخوته. هنا بدأ يلعب كرة القدم بشكل مستمر، وانضم إلى فريق محلي للشباب. ثم انضم دروغبا إلى نادي ليفالويس شبه المحترف، حيث اكتسب سمعة كهداف مهم لفريق الشباب. أكسبه أداءه مكانا في تشكيلة الفريقالأول ولكن على الرغم من تسجيله في أول مشاركة له، فشل الإيفواري البالغ من العمر 18 عاما في ترك انطباعا مرضي بالنسبة لجاك لونكار مدرب الفريق الأول.

## مسيرته الكروية

### لومان
عندما أنهى دروغبا المدرسة انتقل إلى مدينة لومان لدراسة المحاسبة في الجامعة وكان عليه تغيير ناديه، ليصبح متدرب مع نادي لومان في الدوري الفرنسي الدرجة الثانية. ومع ذلك، فقد أصيب في أول سنتين له بعدة إصابات وكان يعاني جسديًا للتأقلم مع التدريبات وجدول المباريات. وعلق مارك فيسترلوب المدير الفني السابق لنادي لومان في وقت لاحق بأنه «استغرق الأمر من ديدييه أربع سنوات ليكون قادراً على التدرب كل يوم واللعب كل أسبوع». وعلاوة على ذلك، فإن الحياة الأسرية المعقدة لدروغبا لم تساعده بأن يسجل في أكاديمية لكرة القدم عندما كان صغير، وبدأ التدريب اليومي لكرة القدم بعدما بلغ وأصبح كامل النمو.
في سن الحادية والعشرين، أدرك دروغبا أنه عليه أن يثبت نفسه كلاعب في وقت قريب وإلا فلن يكون لديه فرصة كبيرة ليصبح لاعب كرة محترف. شارك في أول مباراة له مع لومان بعد ذلك بفترة قصيرة، ووقع أول عقد احترافي له في عام 1999. وفي نفس العام، رزق هو وزوجته المالية آلا بأول طفل لهما، إسحاق. نشأت له مسؤولية جديدة، وقال لاحقاً: «كانت ولادة إسحاق نقطة تحول في حياتي». أول موسم له، والذي سجل فيه سبعة أهداف في ثلاثين مباراة، كان يبشر بالخير للمستقبل، ولكن خلال الموسم التالي لم يرق إلى مستوى التوقعات. خسر دروغبا مكانه لدانييل كوزين بسبب الإصابة، وعند عودته فشل في التسجيل طوال الفترة المتبقية من الموسم. ومع ذلك، عاد لتشكيل الموسم التالي، وسجل خمسة أهداف في 21 مباراة.

### غانغون
في منتصف موسم 2001–02، انتقل دروغبا إلى نادي غانغون في الدوري الفرنسي الدرجة الأولى مقابل 80,000 جنيه إسترليني. شهد النصف الثاني من موسم 2001–02 مشاركة دروغبا في 11 مباراة وسجل ثلاثة أهداف. في حين أن مساهماته ساعدت النادي على تجنب الهبوط، فإن الطاقم الفني لا يزال غير مقتنع بمهاجمه الشاب الجديد. ومع ذلك، في الموسم التالي، قام بمكافأة صبر مدربيه عليه، حيث سجل 17 هدفاً في 34 مباراة، وساعد في غانغون على إنهاء الموسم في المركز السابع، وهو رقم قياسي للنادي في الدوري. وفي نهاية الموسم انتقل إلى نادي أولمبيك مارسيليا مقابل رسم قدره 3.3 مليون جنيه إسترليني.

### مارسيليا
بعد تبديل المدربين، احتفظ دروغبا بمركزه في الفريق، وسجل 19 هدفاً وحصل على جائزة أفضل لاعب في الدوري الفرنسي. كما سجل خمسة أهداف في دوري أبطال أوروبا وستة أهداف في كأس الاتحاد الأوروبي. في نهاية الموسم، تم شراؤه من قبل تشيلسي في رقم قياسي بتاريخ النادي آنذاك بقيمة 24 مليون جنيه استرليني. قميصه من موسمه الوحيد في مرسيليا هو أيضا مؤلف في بازيليك مرسيليا، نوتردام دي لا غارد، الذي قدمه إلى الكنيسة قبل نهائي كأس الاتحاد الأوروبي عام 2004.

### تشيلسي
موسم 2004–05
وقع دروغبا مع تشيلسي في يوليو 2004 مقابل 24 مليون جنيه إسترليني. سجل دروغبا أول أهدافه مع النادي في المباراة الثالثة برأسه ضد كريستال بالاس. فاز تشيلسي بالدوري الإنجليزي الممتاز للمرة الثانية في تاريخه والأولى منذ 50 سنة، كما فازوا بكأس رابطة الأندية الإنجليزية المحترفة. في وقت لاحق، سجل دروغبا في الوقت الإضافي في المباراة النهائية 3–2 ضد ليفربول على ملعب الألفية، وكذلك وصل إلى دور نصف النهائي من دوري أبطال أوروبا. سجل دروغبا 16 هدفاً في إجمالي 40 مباراة لعبها تشيلسي في موسمه الأول: 10 في الدوري و5 في دوري الأبطال، وواحد في نهائي كأس رابطة الأندية الإنجليزية.
موسم 2005–06
بدأ دروغبا موسم 2005–06 بتسجيله هدفين في مباراة الفوز بدرع الاتحاد الإنجليزي على أرسنال. وقد شابت سمعته وسط اتهامات الغش خلال فوز تشيلسي 2–0 على مانشستر سيتي. وأظهرت الإعادة أنه استخدم يده للسيطرة على الكرة قبل تسجيله لهدفه الثاني في المباراة. حدثت حادثة مشابهة بعد أسبوع ضد فولهام، حيث ألغي الهدف. احتفظ تشيلسي بلقب الدوري للمرة الثانية، ليصبح ثاني نادي يفوز بلقب الدوري في عصر الدوري الإنجليزي الممتاز. مرة أخرى، انتهى دروغبا الموسمه بتيجله 16 هدف، 12 منها في الدوري و2 في درع الاتحاد الإنجليزي، وواحد في دوري الأبطال، وواحد في كأس الاتحاد الإنجليزي.
موسم 2011–12

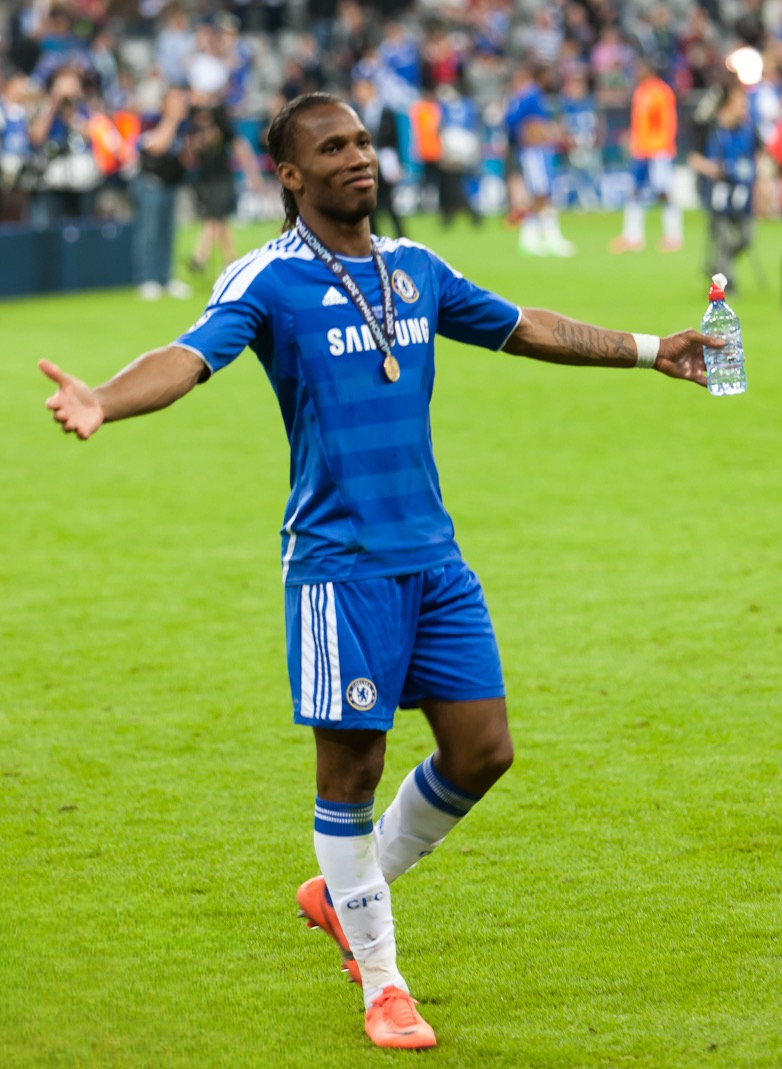
دروغبا مع تشيلسي بعد الفوز بدوري أبطال أوروبا 2012.

أثناء لعبه ضد نورويتش سيتي في 27 أغسطس 2011، عانى دروغبا من ارتجاج أثر تصادم مع حارس مرمى نورويتش جون رودي. بعد غيابه عن مباراتين، عاد دروغبا إلى تشيلسي في 24 سبتمبر ضد سوانزي سيتي. وسجل أول أهدافه لهذا الموسم بمباراة الفوز 4–1. تلقى دروغبا بطاقة حمراء في 23 أكتوبر ضد كوينز بارك رينجرز، في المباراة التي أنتهت بخسارة تشيلسي 1–0. في 29 نوفمبر، رفض دروغبا تجديد عقدة مع تشيلسي. في 31 ديسمبر 2011، سجل دروغبا هدفه رقم 150 مع تشيلسي ضد أستون فيلا، حيث وضعه مع بيتر أوسغود وروي بينتلي في قائمة أفضل هدافي النادي عبر التاريخ. على الرغم من ذلك خسر تشيلسي المباراة بنتيجة 3–1.
سجل دروغبا هدفه رقم 99 في الدوري الإنجليزي الممتاز مع تشيلسي في 25 فبراير 2012، في مباراة الفوز 3–0 على بولتون واندررز. سجل دروغبا هدفه رقم 100 في الدوري الإنجليزي الممتاز مع تشيلسي في 10 مارس 2012، في مباراة الفوز 1–0 على ستوك سيتي. ليصبح أول لاعب أفريقي يصل إلى هذا الإنجاز.
سجل دروغبا هدفه السابع على ملعب ويمبلي أمام غريمه اللندني توتنهام هوتسبير في 15 أبريل، حيث تفوق على زميله السابق كارلو كوديتشيني. وفاز تشيلسي 5–1 ليتأهل إلى نهائي كأس الاتحاد الإنجليزي أمام ليفربول. بعد ثلاثة أيام، سجل هدف مهم عندما تغلب تشيلسي على برشلونة 1–0 على ملعب ستامفورد بريدج في مباراة الذهاب في نصف نهائي دوري أبطال أوروبا. أصبح دروغبا أول لاعب يسجل في أربع نهائيات مختلفة في كأس الاتحاد الإنجليزي، حيث سجل هدف الفوز لتشيلسي في المباراة التي أنتهت بالفوز 2–1 على ليفربول في 5 مايو. يحمل دروغبا أيضا الرقم القياسي لأكثر لاعب تسجيلًا للأهداف على ملعب ويمبلي الجديد بثمانية أهداف.
في نهائي دوري أبطال أوروبا 2012 في 19 مايو 2012، سجل دروغبا هدف التعادل بالرأس من ركلة ركنية لخوان ماتا في الدقيقة 88، ليمدد المباراة إلى أشواط إضافية ومن ثم إلى ركلات الترجيح. وسجل ركلة الجزاء الحاسمة التي منحت تشيلسي الفوز بركلات الترجيح 4–3 على بايرن ميونيخ. قال السير أليكس فيرغسون: «بقدر ما كنت أشعر بالقلق هو (يقصد دروغبا) أستطاع جعل تشيلسي يفوز بدوري أبطال أوروبا». وبعد تسجيله بالنهائي أصبح سجل دروغبا بالنهائيات 9 أهداف في 9 مباريات نهائية مع تشيلسي، تحدث أسطورة تشيلسي جيانفرانكو زولا بعد المباراة حول حضور دروغبا في المباريات الكبرى قائلًا: «في جميع مبارياتهم المهمة جدا كان له بصمه فيها». في نوفمبر 2012، تم اختيار دروغبا كأفضل لاعب بتاريخ تشيلسي في استطلاع أجرته مجلة تشيلسي لعشرين ألف مشجع.

### غلطة سراي
في 28 يناير 2013، وافق دروغبا على عقد لمدة عام ونصف مع غلطة سراي في الدوري التركي الممتاز. سيحصل على رسوم انتقال بقيمة 4 ملايين يورو بالإضافة إلى أجر أساسي بقيمة 4 ملايين يورو في الموسم الواحد، ومليوني يورو لبقية موسم 2012–13 و15،000 يورو لكل مباراة. ومع ذلك، في 30 يناير 2013 أصدر نادي شينهوا بيانًا صحفيًا يفيد بأن دروغبا قد يخالف عقده من جانب واحد إذا انضم إلى غلطة سراي.

### العودة لتشيلسي

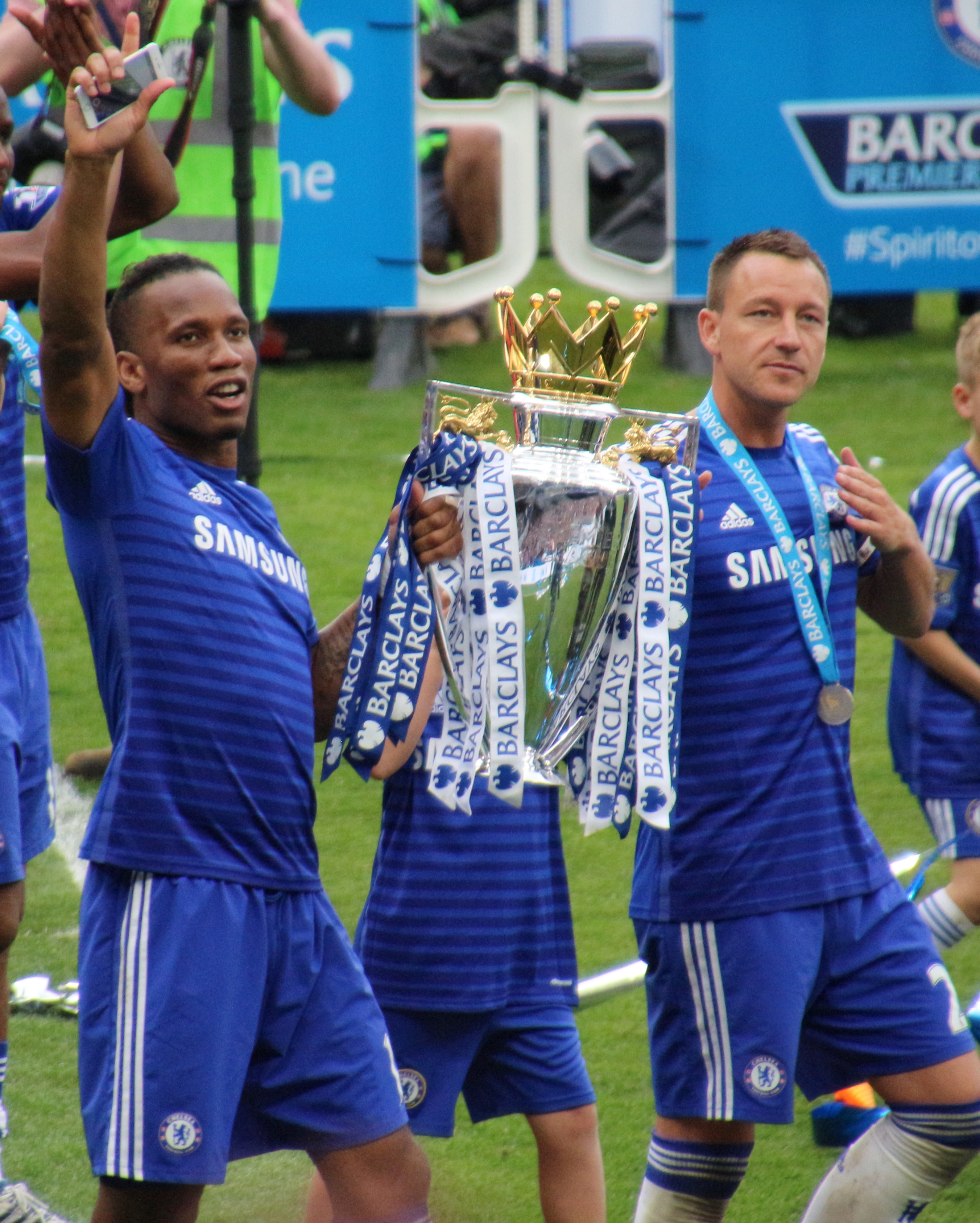
دروغبا وجون تيري يحملان كأس الدوري الإنجليزي الممتاز في مايو 2015.

في 25 يوليو 2014، أعلن تشلسي على موقعه الرسمي أن دروغبا عاد للنادي في صفقة انتقال مجانية، ووقع قدًا لمدة عام واحد. وقال دروغبا عندما عاد إلى النادي، قال: «كان قرارا سهلا. لم أستطع رفض الفرصة للعمل مع جوزيه مورينيو مرة أخرى. يعرف الجميع العلاقة الخاصة التي تربطني بهذا النادي وقد شعرت دائمًا بأنني في بيتي».
وعلق مورينيو أيضا على انتقاله قائلا: «إنه قادم لأنه واحد من أفضل المهاجمين في أوروبا. أعرف شخصيته بشكل جيد جدا وأنا أعلم ما إذا كان قد عاد هو غير محمي بالتاريخ أو ما فعله لهذا النادي في السابق». في 28 يوليو 2014، أعلن تشيلسي أن دروغبا سيرتدي القميص رقم 15 الذي ارتداه عندما وقع لأول مع النادي في عام 2004. محمد صلاح، الذي ارتدى الرقم خلال موسم 2013–14، استلم الرقم 17 الذي تخلى عنه إدين هازارد. ولكن في 15 أغسطس، تم الإعلان عن إعادة دروغبا إلى القميص رقم 11 الذي كان يرتديه سابقا في النادي، حيث أستلم أوسكار السابق على قميص رقم 8 الذي تخلى عنه فرانك لامبارد.
في 24 مايو 2015، أعلن دروغبا أن مباراة تشيلسي الأخيرة للموسم ضد سندرلاند ستكون آخر مباراة له كلاعب تشيلسي. بدأ المباراة كقائد، واستبدل بسبب الإصابة بعد نصف ساعة. فاز تشيلسي بالنهاية 3–1.

### إمباكت مونتريال
في 27 يوليو 2015، وقع دروغبا عقدًا مع نادي إمباكت مونتريال، لمدة 18 شهرًا. في 23 أغسطس، شارك لأول مرة في مباراة الخسارة 0–1 ضدّ اتحاد فيلادلفيا، حيث دخل بديلاً عن ديلي دوكا في الشوط الثاني. في 5 سبتمبر، سجل دروغبا هاتريك في أول مباراة شارك فيها كأساسي، وهو أول لاعب يقوم بذلك في تاريخ الدوري. بالإضافة إلى ذلك، كان تعتبر «ثلاثية مثالية»، حيث سجل بقدمه اليمنى واليسرى والرأس. حصل على جائزة أفضل لاعب بالشهر في الدوري الأمريكي لشهر سبتمبر بعد تسجيله 7 أهداف في أول 5 مباريات له في الدوري.

### فينيكس رايزينج
في 12 أبريل 2017، بعد ما يقرب من أربعة أشهر كلاعب حر ورفضه الانتقال إلى نادي كورينثيانز، وقع دروغبا لنادي فينيكس رايزينج. كما أصبح مالك النادي، مما جعله أول مالك–لاعب في تاريخ كرة القدم.
شارك لأول مرة كأساسي مع النادي في 10 يونيو 2017، وسجل هدفاً وصنع أخر وقاد الفريق إلى الفوز 2–1 على نادي فانكوفر وايتكابس. في يوليو عام 2017، جذب دروغبا الانتباه بعد تسجيله ركلة حرة رائعة في الدقيقة الأخيرة في مباراة ضد أورانج كاونتي ليحقق التعادل في المباراة. في 7 أغسطس، سجل هدفا من ركلة حرة قوية من 40 ياردة ضد فريق لوس أنجلوس غلاكسي الاحتياطي الذي أعقبه باحتفاله التقليد أمام مقاعد البدلاء. في نوفمبر 2018، وبسن الـ40، سجل دروغبا ضد أورانج كاونتي حيث فاز فينيكس في ببطولة القسم الغربي. في 8 نوفمبر، خسر فينكس بطولة USL بنتيجة 1–0 أمام لويزفيل سيتي. أعتزل دروغبا في وقت لاحق من ذلك الشهر عن عمر يناهز الأربعين، لكنه بقي مع ناديه الأخير للعمل على محاولته للانضمام إلى الدوري الأمريكي.

## مسيرته الدولية
ساهم دروغبا في تأهل منتخب ساحل العاج إلى كأس العالم 2006 في ألمانيا للمرة الأولى في تاريخ بلاده.

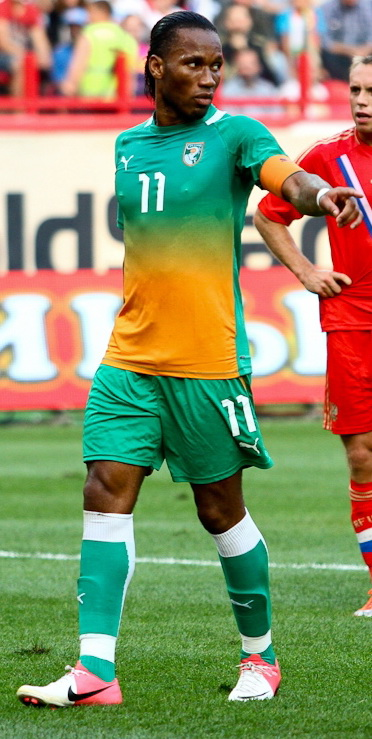
دروغبا تسلم قيادة منتخب ساحل العاج في عام 2006.

في فبراير 2006، قاد دروغبا ساحل العاج إلى نهائي كأس الأمم الأفريقية للمرة الثانية، وسجل الهدف الوحيد في مباراتهم في الدور نصف النهائي أمام نيجيريا. لكنهم خسروا في المباراة النهائية أمام مصر 4–2 في ركلات الجزاء بعد التعادل 0–0، حيث تم تصدي تسديدة دروغبا من الحارس المصري عصام الحضري.
في كأس العالم 2006، وقع منتخب ساحل العاج في «مجموعة الموت» مع منتخب صربيا والجبل الأسود وهولندا والأرجنتين. في 10 يونيو 2006، سجل دروغبا أول هدف له ولمنتخب بلاده في كأس العالم في المباراة الافتتاحية ضد الأرجنتين، لكن منتخبه خسر 2–1. تم اقصاء ساحل العاج من نهائيات كأس العالم بعد هزيمتهم 2–1 أمام هولندا في المباراة التالية.
في كأس الأمم الأفريقية 2008، وقع منتخب ساحل العاج في مجموعة مع نيجيريا ومالي وبنين. سجل دروغبا هدفين في مرحلة المجموعات، وافتتح التسجيل في مباراة الفوز 4–1 على بنين وكذلك في الفوز 3–0 على مالي. في دور ربع النهائي، كان دروغبا ضمن قائمة الهدافين مرة أخرى في مباراة الفوز 5–0 على غينيا. مباراة الدور نصف النهائي كانت تكرار لنهائي 2006 ضد مصر، لكنها كانت نهاية الطريق لدروغبا وساحل العاج، حيث خسرت 4–1 أمام أبطال البطولة لاحقًا. في 9 فبراير، خسر دروغبا 4–2 أمام غانا المستضيفين.
سجل دروغبا ستة أهداف في خمس مباريات في تصفيات كأس العالم 2010. في بطولة كأس الأمم الأفريقية 2010، سجل دروغبا هدفًا واحدًا في مباراة الفوز 3–1 على غانا في مرحلة المجموعات. وصلت ساحل العاج إلى ربع النهائي لكنها خسرت 2–3 أمام الجزائر. في مارس 2010، تم اختياره كأفضل لاعب كرة قدم أفريقي لعام 2009، وهو ثاني فوز له بالجائزة في مسيرته المهنية.
في 4 يونيو 2010، أصيب دروغبا في مباراة ودية أمام اليابان. في 15 يونيو 2010، سمح الفيفا لدروغبا للعب في مباراة المجموعات الأولى مع ساحل العاج ضد البرتغال وهو يرتدي واقي على ذراعه المكسور. انتهت المباراة بالتعادل السلبي على ملعب نيلسون مانديلا باي، وشارك دروغبا في الدقيقة 65. في 20 يونيو 2010، أصبح دروغبا أول لاعب من دولة أفريقية يسجل هدفًا في مرمى البرازيل في كأس العالم، حيث سجل الهدف بضربة رأس في الدقيقة 78، حيث هزمت ساحل العاج 1–3. في 25 يونيو 2010، خرجت ساحل العاج من البطولة على الرغم من فوزها 3–0 على كوريا الشمالية في مباراة المجموعات الختامية.
في كأس الأمم الأفريقية 2012، وقع منتخب ساحل العاج في مجموعة تضم السودان وأنغولا وبوركينا فاسو. سجل دروغبا الهدف الأول لفريقه في البطولة ضد السودان وهدفه الوحيد في مرحلة المجموعات. وفي ربع النهائي، سجل دروغبا هدفين في مباراة الفوز 3–0 على غينيا الاستوائية. لم يسجل في نصف النهائي التي تغلب فيها ساحل العاج على مالي 1–0. في المباراة النهائية ضد زامبيا، أضاع دروغبا ركلة جزاء في آخر 15 دقيقة من المباراة، والتي انتهت بخسارتهم للمرة الثانية من ركلات الترجيح.
في يونيو 2014، تم اختيار دروغبا ضمن تشكيلة منتخب ساحل العاج التي شاركت في كأس العالم 2014. لعب مباراته الدولية رقم 100 في مباراة ودية ضد البوسنة والهرسك، وسجل ركلة جزاء في مباراة الخسارة 2–1 في 2 يونيو. في المباراة الافتتاحية لساحل العاج في كأس العالم، شارك كبديل في الشوط الثاني وكان فريقه وقتها خاسر بنتيجة 1–0 أمام اليابان. في غضون خمس دقائق من دخول دروغبا، سجل منتخبه هدفين ليفوز بالمباراة 2–1. في 8 أغسطس 2014، أعلن دروغبا اعتزاله كرة القدم الدولية وسجل 63 هدفا في 104 مباراة.

## حياته الشخصية
بعيداً عن حياته الكروية، دروغبا يمارس شتى الأعمال الخيرية وقد عُين من قبل برنامج الأمم المتحدة الإنمائي كسفير للنوايا الحسنة في عام 2007. ديدييه متزوج وهو أب لثلاثة أولاد.

## الإحصائيات

### النادي
| النادي           | الموسم           | الدوري                        | الدوري                        | الكأس                               | الكأس                               | كأس الدوري             | كأس الدوري             | قاري   | قاري    | أخرى         | أخرى         | الأهداف | الأهداف |
| النادي           | الموسم           | الظهور                        | الأهداف                       | الظهور                              | الأهداف                             | الظهور                 | الأهداف                | الظهور | الأهداف | الظهور       | الأهداف      | الظهور  | الأهداف |
| فرنسا            | فرنسا            | الدوري الفرنسي الدرجة الثانية | الدوري الفرنسي الدرجة الثانية | كأس فرنسا                           | كأس فرنسا                           | كأس الرابطة الفرنسية   | كأس الرابطة الفرنسية   | أوروبا | أوروبا  | أخرى         | أخرى         | الأهداف | الأهداف |
| ---------------- | ---------------- | ----------------------------- | ----------------------------- | ----------------------------------- | ----------------------------------- | ---------------------- | ---------------------- | ------ | ------- | ------------ | ------------ | ------- | ------- |
| لومان            | 1998–99          | 2                             | 0                             | 0                                   | 0                                   | 0                      | 0                      | 0      | 0       | 0            | 0            | 2       | 0       |
| لومان            | 1999–00          | 30                            | 7                             | 0                                   | 0                                   | 2                      | 0                      | 0      | 0       | 0            | 0            | 32      | 7       |
| لومان            | 2000–01          | 11                            | 0                             | 3                                   | 1                                   | 0                      | 0                      | 0      | 0       | 0            | 0            | 14      | 1       |
| لومان            | 2001–02          | 21                            | 5                             | 1                                   | 1                                   | 2                      | 1                      | 0      | 0       | 0            | 0            | 24      | 7       |
| الأهداف          |                  | 64                            | 12                            | 4                                   | 2                                   | 4                      | 1                      | 0      | 0       | 0            | 0            | 72      | 15      |
| فرنسا            | فرنسا            | الدوري الفرنسي الدرجة الأولى  | الدوري الفرنسي الدرجة الأولى  | كأس فرنسا                           | كأس فرنسا                           | كأس الرابطة الفرنسية   | كأس الرابطة الفرنسية   | أوروبا | أوروبا  | أخرى         | أخرى         | الأهداف | الأهداف |
| غانغون           | 2001–02          | 11                            | 3                             | 0                                   | 0                                   | 0                      | 0                      | 0      | 0       | 0            | 0            | 11      | 3       |
| غانغون           | 2002–03          | 34                            | 17                            | 3                                   | 4                                   | 2                      | 0                      | 0      | 0       | 0            | 0            | 39      | 21      |
| الأهداف          |                  | 45                            | 20                            | 3                                   | 4                                   | 2                      | 0                      | 0      | 0       | 0            | 0            | 50      | 24      |
| مارسيليا         | 2003–04          | 35                            | 19                            | 2                                   | 1                                   | 2                      | 1                      | 16     | 11      | 0            | 0            | 55      | 32      |
| الأهداف          |                  | 35                            | 19                            | 2                                   | 1                                   | 2                      | 1                      | 16     | 11      | 0            | 0            | 55      | 32      |
| إنجلترا          | إنجلترا          | الدوري الإنجليزي الممتاز      | الدوري الإنجليزي الممتاز      | كأس الاتحاد الإنجليزي               | كأس الاتحاد الإنجليزي               | كأس الرابطة الإنجليزية | كأس الرابطة الإنجليزية | أوروبا | أوروبا  | كأس السوبر   | كأس السوبر   | الأهداف | الأهداف |
| تشيلسي           | 2004–05          | 26                            | 10                            | 2                                   | 0                                   | 4                      | 1                      | 9      | 5       | 0            | 0            | 41      | 16      |
| تشيلسي           | 2005–06          | 29                            | 12                            | 3                                   | 1                                   | 1                      | 0                      | 7      | 1       | 1            | 2            | 41      | 16      |
| تشيلسي           | 2006–07          | 36                            | 20                            | 6                                   | 3                                   | 5                      | 4                      | 12     | 6       | 1            | 0            | 60      | 33      |
| تشيلسي           | 2007–08          | 19                            | 8                             | 1                                   | 0                                   | 1                      | 1                      | 11     | 6       | 0            | 0            | 32      | 15      |
| تشيلسي           | 2008–09          | 24                            | 5                             | 6                                   | 3                                   | 2                      | 1                      | 10     | 5       | 0            | 0            | 42      | 14      |
| تشيلسي           | 2009–10          | 32                            | 29                            | 4                                   | 3                                   | 2                      | 2                      | 5      | 3       | 1            | 0            | 44      | 37      |
| تشيلسي           | 2010–11          | 36                            | 11                            | 2                                   | 0                                   | 0                      | 0                      | 7      | 2       | 1            | 0            | 46      | 13      |
| تشيلسي           | 2011–12          | 24                            | 5                             | 3                                   | 2                                   | 0                      | 0                      | 8      | 6       | 0            | 0            | 35      | 13      |
| الأهداف          |                  | 226                           | 100                           | 27                                  | 12                                  | 15                     | 9                      | 69     | 34      | 4            | 2            | 341     | 157     |
| الصين            | الصين            | الدوري الصيني الممتاز         | الدوري الصيني الممتاز         | كأس الاتحاد الصيني                  | كأس الاتحاد الصيني                  | –                      | –                      | قاري   | قاري    | أخرى         | أخرى         | الأهداف | الأهداف |
| شانغهاي شينهوا   | 2012             | 11                            | 8                             | 0                                   | 0                                   | –                      | –                      | 0      | 0       | 0            | 0            | 11      | 8       |
| الأهداف          |                  | 11                            | 8                             | 0                                   | 0                                   | –                      | –                      | 0      | 0       | 0            | 0            | 11      | 8       |
| تركيا            | تركيا            | الدوري التركي الممتاز         | الدوري التركي الممتاز         | كأس تركيا                           | كأس تركيا                           | –                      | –                      | أوروبا | أوروبا  | كأس السوبر   | كأس السوبر   | الأهداف | الأهداف |
| غلطة سراي        | 2012–13          | 13                            | 5                             | 0                                   | 0                                   | –                      | –                      | 4      | 1       | 0            | 0            | 17      | 6       |
| غلطة سراي        | 2013–14          | 24                            | 10                            | 3                                   | 1                                   | –                      | –                      | 8      | 2       | 1            | 1            | 36      | 14      |
| الأهداف          |                  | 37                            | 15                            | 3                                   | 1                                   | –                      | –                      | 12     | 3       | 1            | 1            | 53      | 20      |
| إنجلترا          | إنجلترا          | الدوري الإنجليزي الممتاز      | الدوري الإنجليزي الممتاز      | كأس الاتحاد الإنجليزي               | كأس الاتحاد الإنجليزي               | كأس الرابطة الإنجليزية | كأس الرابطة الإنجليزية | أوروبا | أوروبا  | أخرى         | أخرى         | الأهداف | الأهداف |
| تشيلسي           | 2014–15          | 28                            | 4                             | 2                                   | 0                                   | 5                      | 1                      | 5      | 2       | 0            | 0            | 40      | 7       |
| الأهداف          |                  | 28                            | 4                             | 2                                   | 0                                   | 5                      | 1                      | 5      | 2       | 0            | 0            | 40      | 7       |
| كندا             | كندا             | الدوري الأمريكي               | الدوري الأمريكي               | البطولة الكندية                     | البطولة الكندية                     | –                      | –                      | قاري   | قاري    | مباراة فاصلة | مباراة فاصلة | الأهداف | الأهداف |
| إمباكت مونتريال  | 2015             | 11                            | 11                            | 0                                   | 0                                   | –                      | –                      | 0      | 0       | 3            | 1            | 14      | 12      |
| إمباكت مونتريال  | 2016             | 22                            | 10                            | 2                                   | 1                                   | –                      | –                      | 0      | 0       | 3            | 0            | 27      | 11      |
| الأهداف          |                  | 33                            | 21                            | 2                                   | 1                                   | –                      | –                      | 0      | 0       | 6            | 1            | 41      | 23      |
| الولايات المتحدة | الولايات المتحدة | دوري كرة القدم المتحدة        | دوري كرة القدم المتحدة        | كأس بطولة الولايات المتحدة المفتوحة | كأس بطولة الولايات المتحدة المفتوحة | –                      | –                      | قاري   | قاري    | مباراة فاصلة | مباراة فاصلة | الأهداف | الأهداف |
| فينيكس رايزينج   | 2017             | 13                            | 9                             | 0                                   | 0                                   | –                      | –                      | –      | –       | 1            | 1            | 14      | 10      |
| فينيكس رايزينج   | 2018             | 8                             | 4                             | 0                                   | 0                                   | –                      | –                      | –      | –       | 4            | 3            | 12      | 7       |
| الأهداف          |                  | 21                            | 13                            | 0                                   | 0                                   | –                      | –                      | –      | –       | 5            | 4            | 26      | 17      |
| الإجمالي         | الإجمالي         | 494                           | 209                           | 43                                  | 21                                  | 28                     | 12                     | 102    | 50      | 12           | 5            | 679     | 297     |

المصدر:

### المنتخب
| المنتخب الوطني | العام   | الوديات | الوديات | المسابقات الدولية | المسابقات الدولية | الأهداف | الأهداف |
| المنتخب الوطني | العام   | الظهور  | الأهداف | الظهور            | الأهداف           | الظهور  | الأهداف |
| -------------- | ------- | ------- | ------- | ----------------- | ----------------- | ------- | ------- |
| ساحل العاج     | 2002    | 0       | 0       | 1                 | 0                 | 1       | 0       |
| ساحل العاج     | 2003    | 4       | 1       | 3                 | 3                 | 7       | 4       |
| ساحل العاج     | 2004    | 3       | 3       | 4                 | 3                 | 7       | 6       |
| ساحل العاج     | 2005    | 3       | 1       | 5                 | 6                 | 8       | 7       |
| ساحل العاج     | 2006    | 7       | 4       | 7                 | 4                 | 14      | 8       |
| ساحل العاج     | 2007    | 6       | 3       | 2                 | 1                 | 8       | 4       |
| ساحل العاج     | 2008    | 2       | 1       | 6                 | 3                 | 8       | 4       |
| ساحل العاج     | 2009    | 1       | 1       | 5                 | 6                 | 6       | 7       |
| ساحل العاج     | 2010    | 5       | 2       | 6                 | 2                 | 11      | 4       |
| ساحل العاج     | 2011    | 2       | 1       | 3                 | 4                 | 5       | 5       |
| ساحل العاج     | 2012    | 4       | 2       | 10                | 7                 | 14      | 9       |
| ساحل العاج     | 2013    | 2       | 1       | 7                 | 3                 | 9       | 4       |
| ساحل العاج     | 2014    | 3       | 3       | 3                 | 0                 | 6       | 3       |
| المجموع        | المجموع | 42      | 23      | 62                | 42                | 104     | 65      |

المصدر:

## الإنجازات
النادي
 تشيلسي
- الدوري الإنجليزي الممتاز (4): 2004–05، 2005–06، 2009–10، 2014–15[93]
- كأس الاتحاد الإنجليزي (4): 2006–07، 2008–09، 2009–10، 2011–12
- كأس رابطة الأندية الإنجليزية المحترفة (3): 2004–05، 2006–07، 2014–15
- درع الاتحاد الإنجليزي (2): 2005، 2009
- دوري أبطال أوروبا (1): 2011–12

 غلطة سراي
- الدوري التركي الممتاز (1): 2012–13[94]
- كأس تركيا (1): 2012–13[95]
- كأس السوبر التركي (1): 2013[96]

 فينيكس رايزينج
- القسم الغربي (1): 2018[97]

الفردية

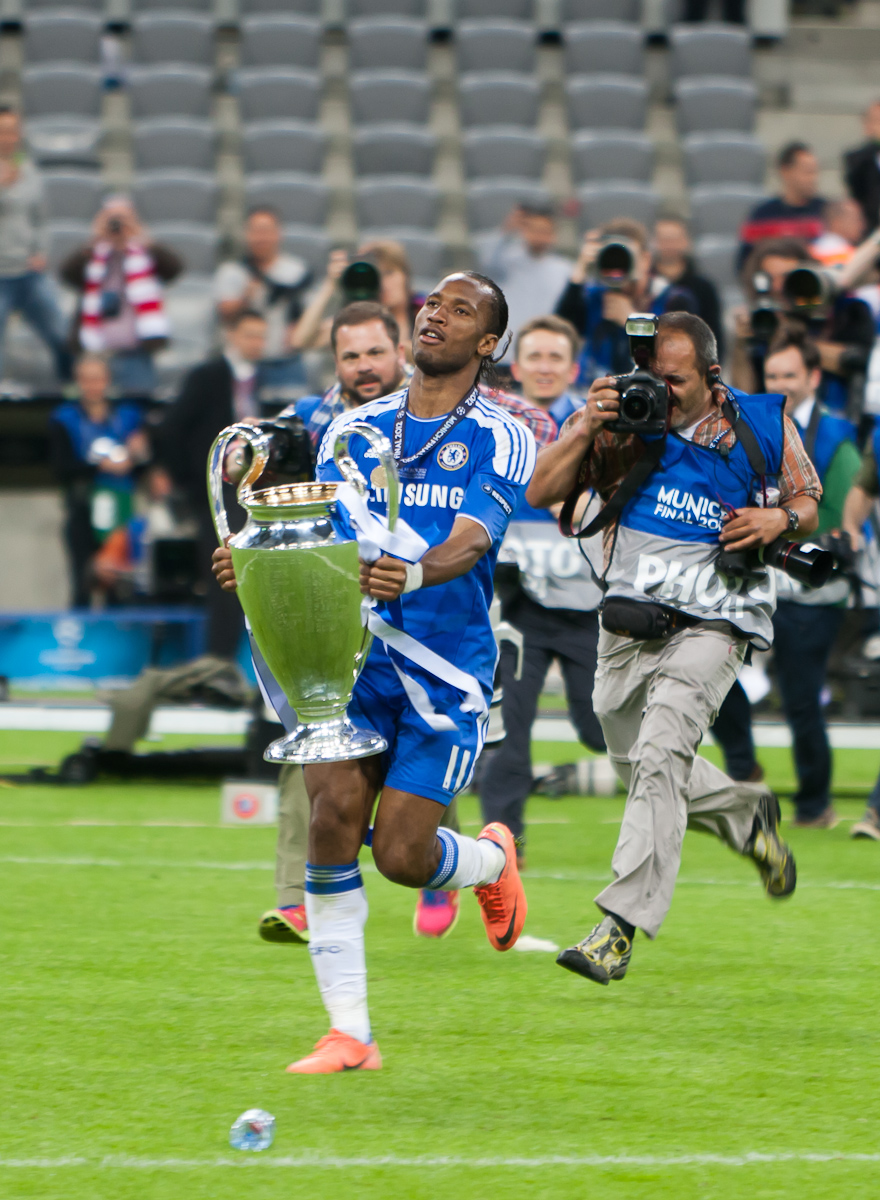
دروغبا يحمل كأس دوري أبطال أوروبا بعد فوز تشيلسي بركلات الترجيح على بايرن ميونخ.

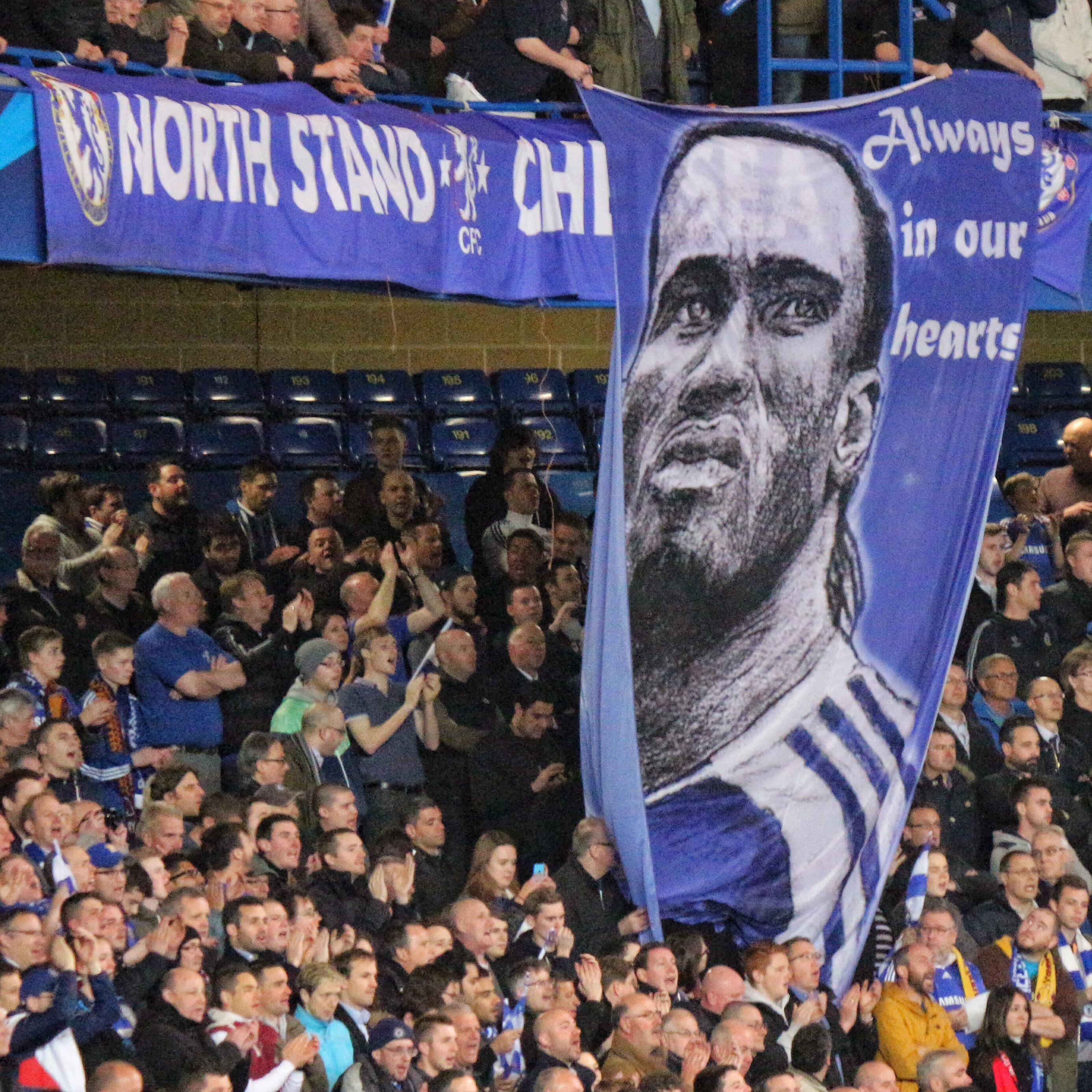
شعار دروغبا من صنع جماهير تشيلسي.

- لاعب الشهر في الدوري الفرنسي (1): يناير 2004، مايو 2004
- لاعب العام في الدوري الفرنسي (1): 2003–04[98]
- تشكيلة العام في الدوري الفرنسي (1): 2003–04[99]
- هدف العام في الدوري الفرنسي (1): 2003–04[100]
- جائزة أونزي الذهبية (1): 2004[101]
- رجل المباراة في درع الاتحاد الإنجليزي (1): 2005[102]
- كأس الأمم الأفريقية تشكيلة البطولة (3): 2006، 2008،[103] 2012[104]
- لاعب العام في ساحل العاج (3): 2006، 2007، 2012[105]
- جائزة أفضل لاعب أفريقي خلال العام (2): 2006،[106] 2009[107]
- تشكيلة العام من الاتحاد الأفريقي لكرة القدم (5): 2005، 2006، 2009، 2010، 2012
- أفضل مُمرّر في الدوري الإنجليزي الممتاز (1): 2005–06[108]
- جائزة الحذاء الذهبي في الدوري الإنجليزي الممتاز (2): 2006–07،[109] 2009–10[110]
- تشكيلة العام في الدوري الإنجليزي الممتاز (2): 2006–07،[111] 2009–10[112]
- تشكيلة العام من وسائل الإعلام الرياضية الأوروبية (1): 2006–07[113]
- فيفبرو (1): 2007[114]
- فيفبرو الفريق الخامس (1): 2013[115]
- جائزة كرة الفيفا الذهبية: 2010 (المركز التاسع)، 2012 (المركز الثامن)[116]
- جائزة أفضل لاعب كرة قدم في العالم: 2005 (المركز العاشر)، 2006 (المركز السادس)، 2007 (المركز الرابع)، 2009 (المركز السادس)[117]
- جائزة الكرة الذهبية: 2006 (المركز الثامن)،[118] 2007 (المركز الرابع)،[119] 2009 (المركز التاسع)[120]
- جائزة آلان هارداكر (1): 2007[121]
- جائزة اليويفا لأفضل فريق (1): 2007[122]
- لاعب اللاعبين خلال العام في تشيلسي: 2007[123]
- جائزة بي بي سي لأفضل لاعب كرة قدم أفريقي في السنة (1): 2009[124]
- رجل المباراة في نهائي كأس الاتحاد الإنجليزي (1): 2010[125]
- لاعب العام في تشيلسي (1): 2010[126]
- تايم 100 (1): 2010[127]
- رجل المباراة في نهائي دوري أبطال أوروبا (1): 2012[128]
- لاعب العام في تركيا (1): 2013[129]
- جائزة القدم الذهبية (1): 2013[130]
- جائزة تكريم من رابطة الكتاب لكرة القدم (1): 2015[131]
- هداف إمباكت مونتريال خلال العام (1): 2015
- لاعب الشهر في الدوري الأمريكي (2): سبتمبر 2015، نوفمبر 2015
- نجوم الدوري الأمريكي (1): 2016[132]

## الأرقام القياسية
آخر تحديث 26 نوفمبر 2014.
تشيلسي
- رابع هدافي تشيلسي عبر التاريخ: 164 هدف[133]
- أكثر لاعب غير إنجليزي تسجيلاً للأهداف: 164 هدف[23]
- أكثر من سجل في نهائيات كأس الاتحاد الإنجليزي: 4 أهداف[23]
- أكثر من سجل في نهائيات كأس رابطة الأندية الإنجليزية المحترفة: 4 أهداف[23]
- أكثر من سجل في نهائيات الكؤوس: 9 أهداف[23]
- أكثر من سجل في دوري أبطال أوروبا: 36 هدف[23]
- أكثر من سجل في المباريات الدولية كلاعب لتشيلسي: 46 هدف[23]
- أغلى لاعب كلف رسوم انتقال: 24 مليون£ (يوليو 2004 – أغسطس 2005)[134]

ساحل العاج
- هداف ساحل العاج: 65 هدف[135]

أخرى
- أكثر لاعب أفريقي تسجيلاً للأهداف في دوري أبطال أوروبا: 44 هدف[136][137]
- أكثر لاعب أفريقي تسجيلاً للأهداف في الدوري الإنجليزي الممتاز: 104 أهداف[23]

## وصلات خارجية
- ديدييه دروغبا على موقع الاتحاد الدولي (مؤرشف)  (الإنجليزية)
- ديدييه دروغبا على موقع الاتحاد الأوربي (الإنجليزية)
- ديدييه دروغبا على موقع اتحاد تركيا (لاعب) (الإنجليزية)
- ديدييه دروغبا على موقع الدوري الأمريكي (الإنجليزية)
- ديدييه دروغبا على موقع إي إس بي إن إف سي (الإنجليزية)
- ديدييه دروغبا على موقع قاعدة بيانات كرة القدم.إي يو (الإنجليزية)
- ديدييه دروغبا على موقع ليكيب (الفرنسية)
- ديدييه دروغبا على موقع ناشيونال فوتبول تيمز (الإنجليزية)
- ديدييه دروغبا على موقع Soccerbase.com (لاعب) (الإنجليزية)
- ديدييه دروغبا على موقع Soccerway.com (الإنجليزية)